# Onosandridus deceptor
Onosandridus deceptor är en insektsart som beskrevs av Louis Albert Péringuey 1916. Onosandridus deceptor ingår i släktet Onosandridus och familjen Anostostomatidae. Inga underarter finns listade i Catalogue of Life.